# L'Arène de France
L’Arène de France est une émission de télévision française présentée par Stéphane Bern et diffusée sur France 2 entre septembre 2006 et juin 2007.

## L'émission
L'émission, en plus de n'avoir pas vraiment trouvé son public, a été à l'origine de nombreuses polémiques,, notamment sur sa présence sur une chaîne de service public comme France 2. Elle est inspirée de Ciel, mon mardi !, présentée par Christophe Dechavanne sur TF1 dans les années 1990 (deux débats dans une émission avec pour chaque débat deux camps opposés),. Une question de société était posée et suivie d'un vote du public par oui ou par non (questions telles que Les animaux sont-ils malades de l'homme ? ou Une femme peut-elle gouverner la France ?), puis s'ensuivait un débat entre des invités dans lequel le camp du « oui » était le plus souvent défendu par des invités plutôt à gauche politiquement et le camp du « non » par des invités plutôt à droite politiquement, ce qui faisait penser de manière subliminale qu'il y avait un camp du « bien » et un autre du « mal ». Le débat s'achevait par une plaidoirie d'un des avocats de l'émission pour chaque camp et le public était ré-invité à voter afin de comparer les résultats avec ceux du vote qui précédait le débat et de mettre en avant la progression dans un sens ou dans l'autre. L'ambiance qui régnait au sein de l'émission était souvent bruyante voire inaudible, Stéphane Bern se comportant plus comme un Monsieur Loyal que comme un véritable animateur de débats.